# ナイン (フェアポート・コンヴェンションのアルバム)
| 専門評論家によるレビュー | 専門評論家によるレビュー |
| レビュー・スコア         | レビュー・スコア         |
| 出典                     | 評価                     |
| ------------------------ | ------------------------ |
| オールミュージック       | [ 1 ]                    |

『ナイン』 (Nine)はイギリスのフォークロックグループ、フェアポート・コンヴェンションによる9枚目のアルバムであり、 オールミュージックには最も不揃いなアルバムと評されている。 トレバー・ルーカスと ジェリー・ドナヒューをフィーチャーした2枚目アルバムであり、フェアポート・コンヴェンションのオリジナルメンバーは参加していない。 
「ポリー・オン・ザ・ショア」は2007年のアルバム　Sense of Occasion において、『ナイン』時代のメンバーがデイヴ・ペグのみとなる21世紀のフェアポート・コンヴェンションのメンバーによってリメイクされ、 サイモン・ニコルがリードボーカルを務めた。 同じメンバーは2012年の　By Popular Request　に新しいアレンジで「ザ・ヘクサムシャー・ラス」をリメイクした。 このバージョンでは、リードボーカルにクリス・レスリーをフィーチャーしている。 

## トラックリスト

### サイド1
1. 「ザ・ヘクサムシャー・ラス」（トラディショナル、フェアポート・コンヴェンション編曲）– 2:31
2. 「ポリー・オン・ザ・ショア」（曲：ペッグ、詞：トラディショナル、編曲：スウォーブリック、ルーカス）– 4:56
3. 「ザ・ブリリアンシー・メドレー＆チェロキー・シャッフル」（トラディショナル）– 3:56
4. 「 トゥ・アルシア・フロム・プリズン 」（詞： リチャード・ラブレース 、曲：デイブ・スウォーブリック）– 5:10
5. 「東京」（ドナヒュー）– 2:52

### サイド2
1. 「ブリング・エム・ダウン」（ルーカス）– 5:59
2. 「ビッグ・ウィリアム」（ルーカス、スウーブリック）– 3:25
3. 「プレジャー＆ペイン」（ルーカス、スウーブリック）– 5:03
4. 「ポッシブリー・パーソンズ・グリーン」（ルーカス、ロシュ）– 4:42

### CD化時のボーナストラック
1. 「ザ・デヴィル・イン・ザ・キッチン」（フィドルスティクス）– 2:49
2. 「ジョージ・ジャクソン」（ライブ）– 2:49
3. 「プレジャー＆ペイン」（ライブ）– 4:59
4. 「シックス・デイズ・オン・ザ・ロード」（ライブ）– 3:44

ボーナストラックは1973年4月23日にロンドンのハウフでライブ録音された。 

## パーソネル
- トレバー・ルーカス ：アコースティックギター、リード（2、6、9）、コーラス（8）、およびバッキングボーカル
- デイヴ・スウォーブリック ：ヴァイオリン、リード（1、4、7）、詩（8）およびバッキングボーカル、ヴィオラ、マンドリン（7）
- ジェリー・ドナヒュー ：アコースティックおよびエレクトリックギター
- デイヴ・ペグ ：ベース、バッキングボーカル、マンドリン（3）
- デイヴ・マタックス ：ドラムス、パーカッション、ベース（3）、ハーモニウム（4）、クラビネット（5）